# Kispáli, Zala
Kispáli  este un sat în districtul Zalaegerszeg, județul Zala, Ungaria, având o populație de 288 de locuitori (2011). 

## Demografie
Componența etnică a satului Kispáli
     Maghiari (97,99%)
     Germani (2,01%)
Componența confesională a satului Kispáli
     Romano-catolici (81,6%)
     Fără religie (5,56%)
     Atei (1,04%)
     Necunoscută (11,81%)
Conform recensământului din 2011, satul Kispáli avea 288 de locuitori. Din punct de vedere etnic, majoritatea locuitorilor (97,99%) erau maghiari, cu o minoritate de germani (2,01%).  Din punct de vedere confesional, majoritatea locuitorilor (81,6%) erau romano-catolici, existând și minorități de persoane fără religie (5,56%) și atei (1,04%). Pentru 11,81% din locuitori nu este cunoscută apartenența confesională.